# پد تای
پد تای (به زبان تایلندی: ผัดไทย) شامل نودل سرخ شده‌است که اغلب به عنوان یک غذای خیابانی و در غذاخوری‌های سادهٔ تایلندی سرو می‌شود. این غذا از نودل برنجی که با نیمرو و تکه‌های توفو مخلوط شده تهیه می‌شود و با تمر هندی، سس ماهی، میگو خشک، سیر یا پیاز کوچک، فلفل فلفل قرمز و شکر نخل طعم دار می‌شود و برشی از لیمو ترش و بادام زمینی تفت داده سرو می‌شود. همچنین ممکن است شامل سایر سبزیجات مانند جوانه، گشنیز، ترشی تربچه یا شلغم و گل موز به شکل خام باشد. همچنین می‌تواند حاوی میگو، خرچنگ، ماهی مرکب، مرغ یا پروتئین‌های دیگر باشد. گیاهخواران می‌توانند از سس سویا به عنوان جایگزین برای برای سس ماهی استفاده کنند.

## تاریخچه
برخی بر این باورند که این غذا منشأ چینی دارد و ریشه‌یابی نام غذا نیز این احتمال را می‌دهد.

## محبوبیت
- پد تای در زمان جنگ جهانی دوم در تایلند به محبوبیت رسید و از آن هنگام به یکی از غذاهای ملّی تایلند تبدیل شده‌است.[۶] این غذایی سریع و مقوی است که در بسیاری از کشورهای دنیا نیز رایج شده‌است.[نیازمند منبع]
- پد تای در فهرست ۵۰ تایی از خوشمزه‌ترین غذاهای دنیا که توسط مخاطبان سی ان ان در سال ۲۰۱۱ انتخاب شده بود، ردهٔ پنجم را به خود اختصاص داد.[۷]
- جستجوگر گوگل در تاریخ ۷ نوامبر ۲۰۱۷ نشان گوگل دودل خود را برای بخش اعظم دنیا به بزرگداشت پد تای اختصاص داد.[۸]